# Герб Готланда
Герб Готланда (швед. Gotlands vapen) - символ исторической провинции (ландскапа)
Готланд, Швеция. Также используется как официальный символ современного административно-территориального образования лена Готланд.

## История
Агнец Божий как символ Готланда известен ещё с печатей 1280 года. Ранее животное иногда изображалось в виде овцы, однако в 1936 г. изображение барана было закреплено официально.
Как герб лена этот знак утверждён в 1936 году.

## Описание (блазон)
В лазоревом поле серебряный баран с золотыми рогами и копытами, за ним - золотой крест с красным флажком с золотой каймой и пятью косицами.

## Содержание
Баран является христианским символом Иисуса Христа. Одна из версий появления барашка на гербе Готланда связана с культом Святого Олафа.
Герб ландскапа может увенчиваться герцогской короной. Герб лена может использоваться органами власти увенчанный королевской короной.

Герб ландскапа с герцогской короной
Герб лена с королевской короной